# Église Saint-Martin d'Hyds
L'église Saint-Martin est une église située à Hyds, en France.

## Localisation
L'église est située sur la commune d'Hyds, dans le département français de l'Allier.

## Historique
L'édifice est inscrit au titre des monuments historiques en 1969.